# Тело (филм из 2012)
Тело је шпански мистериозни крими трилер из 2012. године у режији Оријола Паула. Након премијере и приказивања широм света филм је добио доста позитивних критика.

## Тема
Тема овог филма јесте прича о љубави, превари, издаји и освети која се прожима кроз главне ликове. Филм шаље снажну поруку о истрајности човека у томе да истина изађе на видело и докаже се правда.

## Радња
Детектив Хајме тражи леш жене који је нестао из мртвачнице. У међувремену почиње да га прогања прошлост, након што схвата да је нестало тело једне жене по имену Маика Вилаверде. Радећи на овом случају он испитује како је тело могло да нестане из мртвачнице и нестане без трага, с тим да је једини сведок чувар кога је те ноћи сигурносна камера уснимила како бежи са посла, те га касније удара аутомобил и он остаје мртав на лицу места.
Маика је средовечна, богата, пословна жена која је била удата за млађег мушкарца и очигледно претрпела срчани удар након повратка са једног службеног пута.
Када њен удовац, Алекс чује шокантне вести, у друштву је своје младе љубавнице Карле Милер.
Мучећи се са својим кошмарима Хајмеов једини осумњичени је сада Алекс који тврди да је невин док се бори са унутрашњим демонима који ће касније изаћи на видело.
Хајме и Алекс се уплићу у страхоте од којих се леди крв у жилама.

## Глумци
- Хосе Коронадо - Хаиме Пења
- Уго Силва - Алекс Уљоа
- Белен Руеда - Маика Вилаверде
- Аура Гаридо - Карла
- Хуан Пабло Шак - агент Пабло
- Манел Дуесо - агент Карлос
- Орио Вила - агент Матеос